# حصار الصخرة
حصار الصخرة، وقع بعد أن انتصر المسلمون في معركة كوفادونجا على ملك جليقية بلاي مع 300 من أتباعه.

## خلفية
بعد أن غزا عُقبَة بنُ الحجَّاجِ السَّلوليّ شمال الأندلس، وغزا جليقية وبنبلونة، وأَسكنها المسلمين، وبثَّ الغزوَ في أَنحاءِ جِليقية كلها غير الصخرة، وهي مغارة تقع في سلاسل جبال أستورياس الوعرة؛ فإنّه لجأ إليها ملك جليقية بلاي مع 300 من أتباعه، حاصرهم المسلمون وضيّقوا عليهم حتى قلّ عددهم إلى 30 رجل و10 نساء، وحتى فنيت أزودتهم، ولم يتقوتوا إلا بعسل يجدونه في خروق الصخرة، فانصرف عنهم ألمسلمون احتقارًا لشأنهم، وبسبب القلق بشأن المتمردين القوط الغربيين. وكان إغفال أمر هؤلاء المقاتلين من أعظم الأخطاء التي ارتكبها العرب في الأندلس. فقد قويت معنوية بلاي وجماعته بانسحاب المسلمين، فانضم إليه الكثير من الأنصار، الذين اختاروه ملكاً عليهم، فكان هذا إيذاناً بميلاد مملكة أشتوريش المسيحية. وقد وجد بلاي الفرصة سانحة لتوطيد أمره وسلطانه في هذه المناطق الجبلية التي هجرها المسلمون منذ تمرد البربر. وأخذ يغير على المناطق الإسلامية المتاخمة، خاصة بعد أن انشغل المسلمون بالفتنة بين أبي الخطار والصميل بن حاتم الكلابي، فقوي مركزه، وثبتت أقدام المملكة الجديدة.